# Maršov (Smiřice)
Maršov, je zaniklá vesnice, která se nalézala na katastru městečka Smiřice.

## Historie
O vesnici se dochovala písemná zpráva z roku 1533, kdy byla již pustá. Zanikla pravděpodobně v průběhu husitských válek. 